# 平達爾縣
4°7′S 80°6′W / 4.117°S 80.100°W
平達爾縣（西班牙語：Cantón Pindal），是厄瓜多爾的縣份，位於該國南部，由洛哈省負責管轄，面積200平方公里，海拔高度800米，2001年人口7,351，人口密度每平方公里36.76人。